# Xynias
Xynias es un género de mariposas de la familia Riodinidae.

## Descripción
Especie tipo por monotípia Xynias cynosema Hewitson, 1874.

## Diversidad
Existen 2 especies reconocidas en el género, ambas tienen distribución neotropical.
- X. lilacina
- X. lithosina